# Alexander Jurjewitsch Subkow
Alexander Jurjewitsch Subkow (russisch Александр Юрьевич Зубков; * 10. August 1974 in Bratsk) ist ein ehemaliger russischer Bobpilot, Rennrodler und Politiker und heutiger Sportfunktionär.

## Karriere

### Rodeln
Vor seiner Karriere im Bobsport war Subkow Rennrodler. 1994 gewann er mit Danil Tschaban den Titel im Doppelsitzer bei den Juniorenweltmeisterschaften. Er nahm an den Olympischen Spielen 1998 in Nagano teil und wurde dort 20. im Einsitzer. Noch in der Saison 1998/99 startete er im Rennrodel-Weltcup und wurde 12. der Gesamtwertung.

### Bob
Danach wurde Alexander Subkow der erfolgreichste russische Bobpilot. Er lebt in Dmitrow und war seit 1999 im Bobsport aktiv. Erfolge stellten sich sehr schnell ein. Er war sowohl im Zweierbob wie auch im Viererbob aktiv. Bei den Olympischen Winterspielen 2014 in Sotschi gewann er die Goldmedaille sowohl im Zweier- als auch im Viererbob, die ihm später wegen Dopings aberkannt wurden.
Größere Erfolge erreichte er meist mit dem großen Bob. In der Saison 2002/03 wurde er im Viererbob Achter der Weltcup-Gesamtwertung im Viererbob und der Kombination und gewann mit seinen Anschiebern Alexei Seliwjorstow, Sergei Golubew und Dmitri Stjopuschkin mit der Bronzemedaille bei der Bob-Weltmeisterschaft 2003 in Lake Placid die erste russische Bobmedaille seit dem Untergang der Sowjetunion. Die folgende Saison wurde er hinter André Lange Zweiter der Gesamtwertung im Viererbob. Seine beste Saison fuhr der Russe 2004/05. Im Viererbob gewann er zwei Weltcup-Rennen und wurde fünf Mal zweiter und gewann schließlich auch die Gesamtwertung. Im Zweierbob wurde er einmal Zweiter und dreimal Dritter und belegte in der Endabrechnung den dritten Rang. In der Kombinationswertung wurde er hinter Martin Annen Zweiter. Bei den Weltmeisterschaften konnte Subkows Viererbob, erneut in der Besetzung mit Seliwjorstow, Golubew und Stepuschkin, hinter Lange Silber gewinnen. Ähnlich erfolgreich verlief die Saison 2005/06. Vier Mal gewannen Subkows Bobs, darunter auch erstmals zweimal mit dem kleinen Bob, je zwei Mal wurde er Zweiter und Dritter. Er gewann erneut die Gesamtwertung im großen Bob, im Zweier war nur Pierre Lueders besser, der ihn auch in der Kombinationswertung beider Schlitten nur um sechs Punkte schlug. Bei den Olympischen Winterspielen 2006 von Turin gewann Subkow mit seinen Anschiebern Filipp Jegorow, Seliwjorstow und Alexei Wojewoda die Silbermedaille und musste sich wiederum nur André Lange geschlagen geben. Im Zweierbob verpasste er als Viertplatzierter nur knapp eine weitere Medaille.
Im Dezember 2006 verletzte sich Subkow schwer und konnte erst fast ein Jahr später wieder im Weltcup starten. Er konnte an die alten Erfolge anknüpfen und gewann beim 2007/08 drei Rennen und wurde vier Mal Vierter. In der Gesamtwertung des Zweierbob-Wettbewerbs stand am Ende ein dritter, im großen Schlitten ein zweiter Rang zu Buche. Auch bei der Bob-Weltmeisterschaft 2008 in Altenberg gewann Subkow mit Silber erneut eine Medaille im Viererbob und zudem erstmals Bronze im kleinen Schlitten.
Nach der Saison 2009/10 trat er vom Bobsport zurück und wurde im August Minister der Oblast Irkutsk für Fiskultura, Sport und Jugend. Aufgrund seiner Rückberufung in die russische Bobnationalmannschaft im Oktober 2010 wurde Subkow vom Amt wieder abberufen.
Bei der Bob-Weltmeisterschaft 2011 am Königssee gewann er erstmals den Weltmeistertitel im Zweierbob. Bei den Olympischen Winterspielen 2014 in Sotschi wurde er mit Alexei Wojewoda sowohl Olympiasieger im Zweierbob als auch zusammen mit Dmitri Trunenkow, Alexei Negodailo und Alexei Wojewoda im Viererbob. Im Viererbob erhielt er dafür einen privaten Schweizer Kufensatz des deutschen Bobfahrers Manuel Machata der vom BSD mit einem Jahr Wettkampfsperre belegt wurde. Auch Francesco Friedrich setzte am zweiten Tag denselben Kufentyp ein, jedoch ohne Erfolg.
Im Sommer 2014 wurde Subkow bei einem Überfall verletzt und beendete danach seine Boblaufbahn.
Im Mai 2016 veröffentlichte die New York Times einen Bericht, wonach es vor den Olympischen Winterspielen in Sotschi ein staatlich gestütztes Doping-System in Russland gegeben habe. Die Zeitung schrieb von mindestens 15 gedopten russischen Medaillengewinnern und berief sich dabei auf den Leiter des Anti-Doping-Labors in Moskau, Gregori Rodtschenkow. Dieser habe extra für russische Sportler einen Mix aus drei verschiedenen Dopingmitteln entwickelt und in nächtlichen Aktionen Urinproben ausgetauscht. Zu den namentlich genannten Sportlern zählte auch Subkow, der die Vorwürfe ebenso wie die russische Regierung dementierte. Am 24. November 2017 entzog ihm das Internationale Olympische Komitee die in Sotschi gewonnenen Medaillen und sperrte ihn lebenslänglich. Der Internationale Sportgerichtshof bestätigte die Sperre. Ein Gericht in Moskau entschied Ende 2018 allerdings, dass sich Subkow in Russland entgegen der sportgerichtlichen Urteile weiter Olympiasieger nennen darf. Aufgrund dieser Einstufung hat er weiter Anspruch auf eine lebenslange Rente.

### Funktionär
Nach seiner aktiven Karriere wurde Subkow Präsident des russischen Bob-Verbands. Der Bob- und Skeleton-Weltverband IBSF suspendierte ihn Ende 2018 wegen seiner Verwicklung in den Dopingskandal. Anfang 2019 erklärte Subkow, sein Präsidentenamt bis zur Klärung ruhen zu lassen.